# Geisha
Geisha (лат.) — род полужесткокрылых насекомых из семейства Flatidae (надсемейство Fulgoroidea). В мировой фауне 4 вида. Встречаются в Юго-Восточной и Восточной Азии.

## Распространение
Палеарктика и Ориентальная область: Вьетнам, Китай, Тайвань, Южная Корея, Япония.

## Описание
Мелкие цикадовые насекомые светло-зелёного цвета (надкрылья с розоватыми краями, длина около 1 см). Известно 4 вида. Род включают в трибу Phyllyphantini и номинативное подсемейство Flatinae. Питаются соками растений, встречаются на разных видах, в том числе, на цитрусовых. Передний край головы округлый. На задних голенях две метатибиальные латеральные шпоры. Род был впервые выделен в 1900 году английским энтомологом Джорджем Уиллисом Киркалди (George Willis Kirkaldy, 1873—1910).
- Geisha bifurcata Wang, Che & Yuan, 2005 — Китай[2]
- Geisha distinctissima (Walker, 1858) — Вьетнам, Китай[2], Тайвань[4], Южная Корея[4], Япония[6]
  - =Poeciloptera distinctissima Walker, 1858
  - =Flata distinctissima Stål, 1862
  - =Geisha sauteri Jacobi, 1915[9]. Долгое время этот таксон считался самостоятельным видом, но в 1986 году американский энтомолог Джон Медлер (Bishop Museum, Гонолулу, Гавайские острова, США), проверяя типовые экземпляры в музее Дрездена, доказал, что это синоним типового вида G. distinctissima[10]
- Geisha fangi Medler, 1992 — Китай[2][8]
- Geisha qinlingeinsis Wang, Che & Yuan, 2005 — Китай[2]